# Gercy
Gercy est une commune française située dans le département de l'Aisne, en région Hauts-de-France.

## Géographie

### Situation
C'est une commune située en Thiérache, sur la Route nationale 2 reliant Maubeuge et la Belgique au nord avec Soissons et Paris au sud-ouest.
Le bourg est dans la vallée du Vilpion, petit affluent du Chertemps avec lequel il conflue en bordure de la commune.

### Communes limitrophes
Les communes de Gercy et Fontaine-lès-Vervins se partagent le territoire du hameau de Cambron.

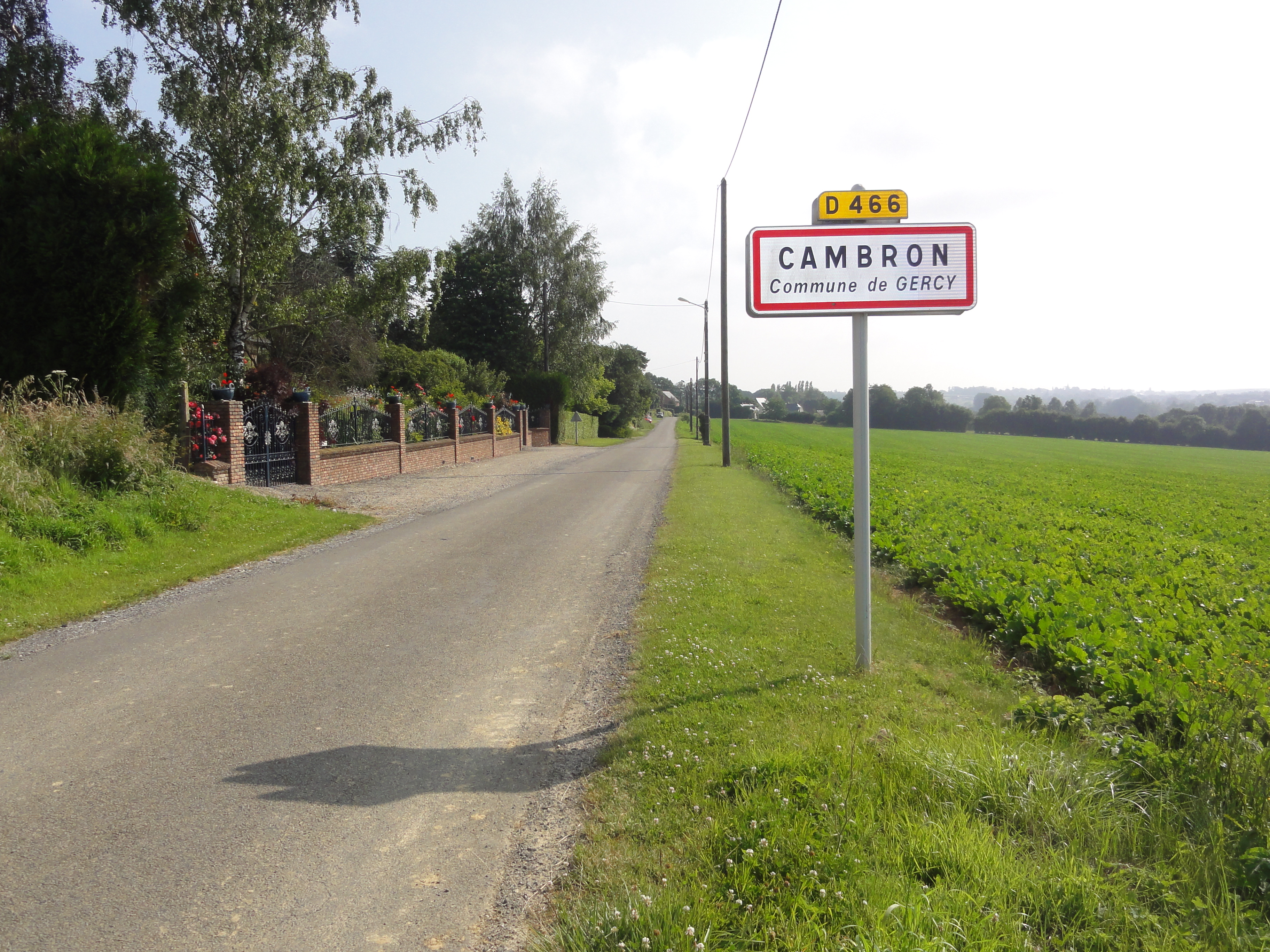
Entrée de Cambron.
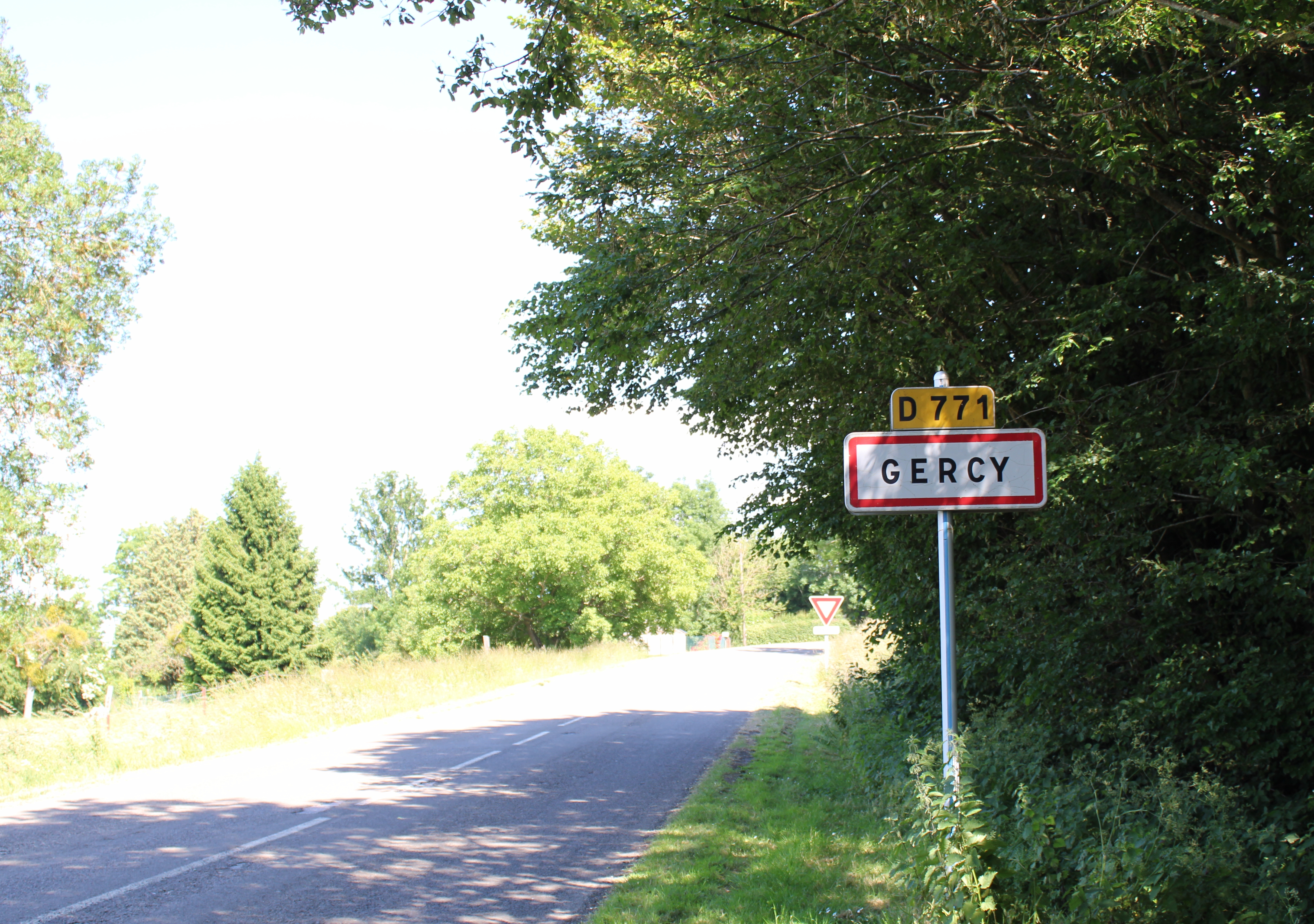
Entrée du village.
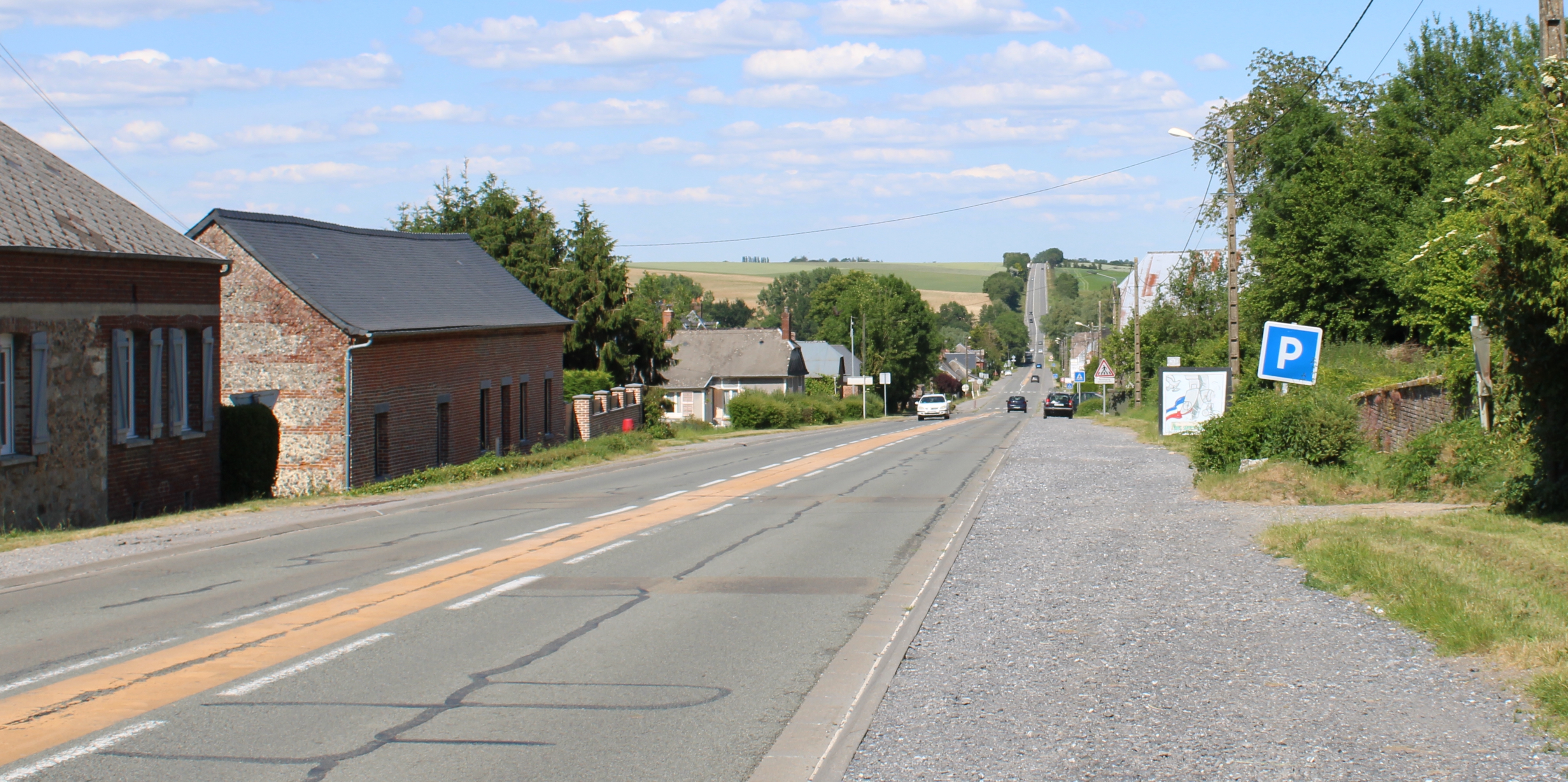
La route nationale 2 coupe le village en deux.

### Hydrographie
La commune est située dans le bassin Seine-Normandie. Elle est drainée par le Vilpion et le Chertemps,,.
Le Vilpion, d'une longueur de 43 km, prend sa source dans la commune de Plomion et se jette  dans la Serre à Dercy, après avoir traversé 17 communes.

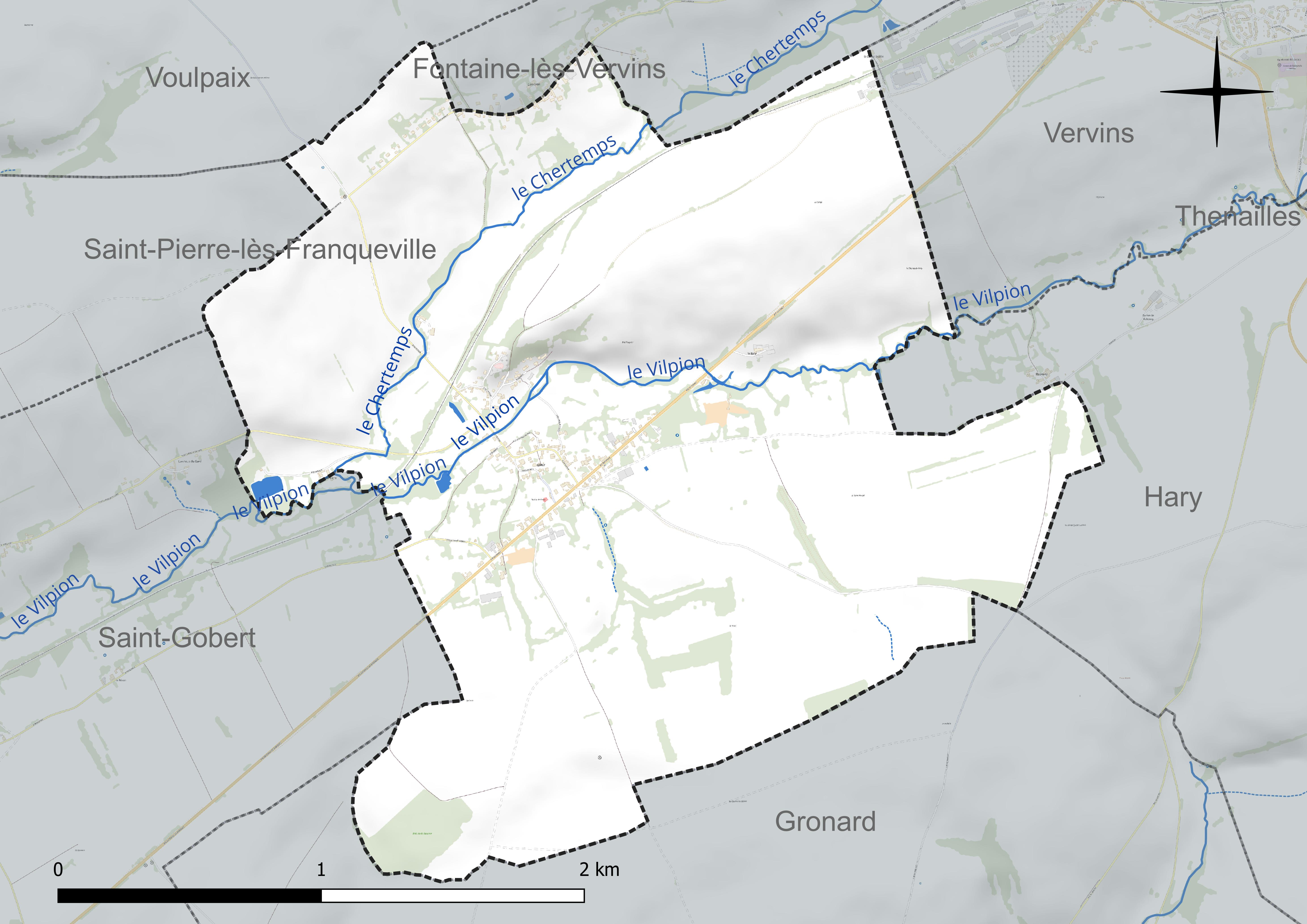
Réseau hydrographique de Gercy.

### Climat
Pour des articles plus généraux, voir Climat des Hauts-de-France et Climat de l'Aisne.
En 2010, le climat de la commune est de type climat des marges montargnardes, selon une étude du CNRS s'appuyant sur une série de données couvrant la période 1971-2000. En 2020, Météo-France publie une typologie des climats de la France métropolitaine dans laquelle la commune est exposée à un climat océanique altéré et est dans la région climatique Nord-est du bassin Parisien, caractérisée par un ensoleillement médiocre, une pluviométrie moyenne régulièrement répartie au cours de l'année et un hiver froid (3 °C).
Pour la période 1971-2000, la température annuelle moyenne est de 9,9 °C, avec une amplitude thermique annuelle de 15,2 °C. Le cumul annuel moyen de précipitations est de 802 mm, avec 12,7 jours de précipitations en janvier et 9,9 jours en juillet. Pour la période 1991-2020, la température moyenne annuelle observée sur la station météorologique la plus proche, située sur la commune de Fontaine-lès-Vervins à 5 km à vol d'oiseau, est de 10,5 °C et le cumul annuel moyen de précipitations est de 826,3 mm,. Pour l'avenir, les paramètres climatiques de la commune estimés pour 2050 selon différents scénarios d'émission de gaz à effet de serre sont consultables sur un site dédié publié par Météo-France en novembre 2022.

## Urbanisme

### Typologie
Au 1er janvier 2024, Gercy est catégorisée commune rurale à habitat dispersé, selon la nouvelle grille communale de densité à 7 niveaux définie par l'Insee en 2022.
Elle est située hors unité urbaine. Par ailleurs la commune fait partie de l'aire d'attraction de Vervins, dont elle est une commune de la couronne,. Cette aire, qui regroupe 21 communes, est catégorisée dans les aires de moins de 50 000 habitants,.

### Occupation des sols
L'occupation des sols de la commune, telle qu'elle ressort de la base de données européenne d'occupation biophysique des sols Corine Land Cover (CLC), est marquée par l'importance des territoires agricoles (92,5 % en 2018), une proportion identique à celle de 1990 (92,5 %). La répartition détaillée en 2018 est la suivante : 
terres arables (57,7 %), prairies (34,8 %), zones urbanisées (7,5 %).
L'évolution de l'occupation des sols de la commune et de ses infrastructures peut être observée sur les différentes représentations cartographiques du territoire : la carte de Cassini (XVIIIe siècle), la carte d'état-major (1820-1866) et les cartes ou photos aériennes de l'IGN pour la période actuelle (1950 à aujourd'hui).

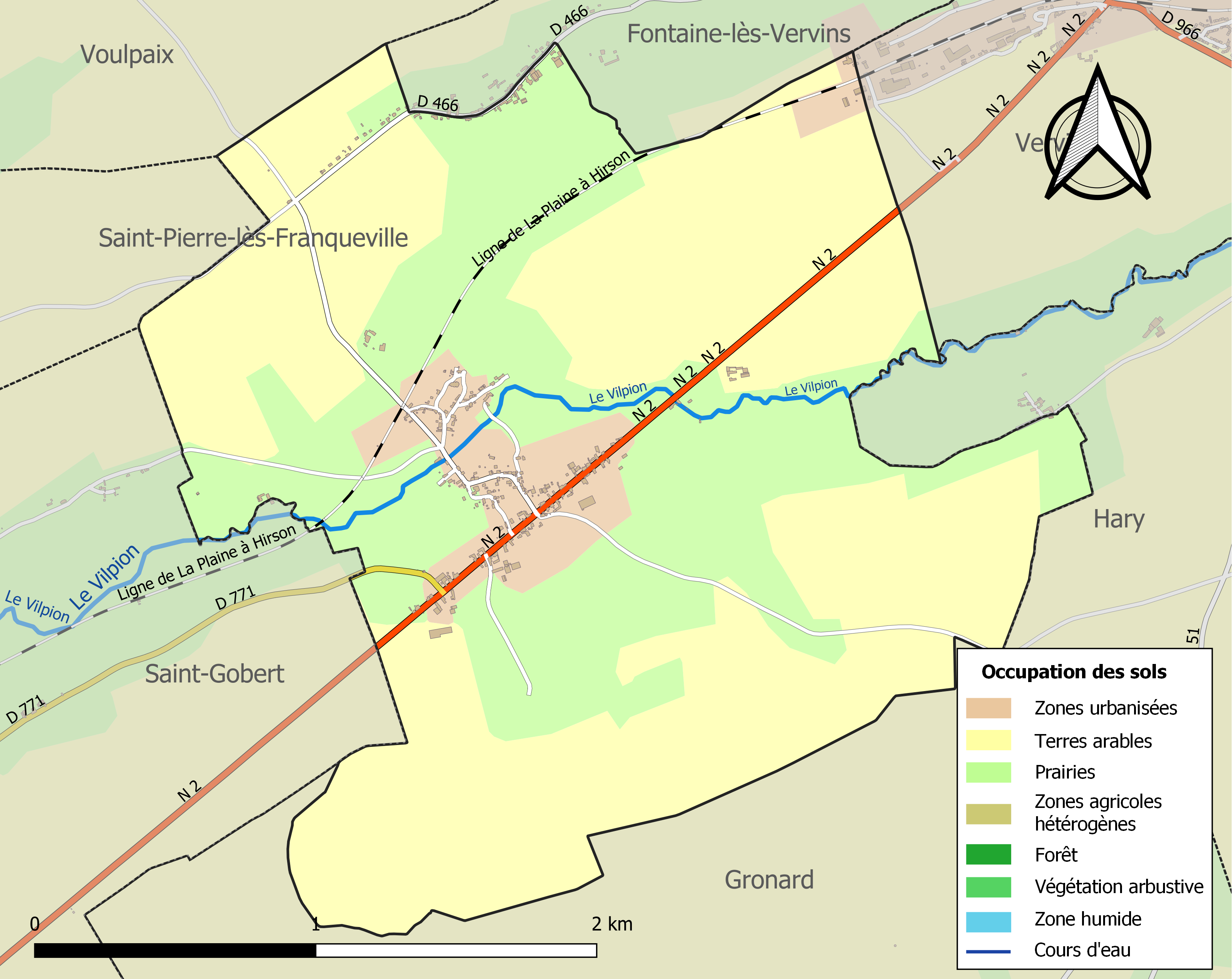
Carte de l'occupation des sols de la commune en 2018 (CLC).

## Toponymie
Le village apparaît pour la première fois dans les écrits en 1162 sous l'appellation de Territorium de Gericüs. L'orthographe varie ensuite de nombreuses fois en fonction des différents transcripteurs : Gericies, Gercis-juxta-Vervinium, Gercis au XIIIe siècle dans un cartulaire de l'abbaye de Thenailles, puis Gerecies, Gerecisn, Gyrecsi, Gerciez, Gercies, Gersis, Gercys, Gercyes, et enfin l'appellation actuelle Gercy sur la carte de Cassini vers 1750.

## Histoire
La paix de Vervins fut signée le 2 mai 1598 à Vervins (actuelle Aisne) entre les rois Henri IV de France et Philippe II d'Espagne. Ce traité assurait la possession de la Picardie à la France et mettait fin à la guerre qui, depuis plus de quarante années, existait entre la France et l'Empire.
Pierre de Genart, seigneur et châtelain de Gercy en Thiérache (Aisne - 02) en 1590, capitaine de gens à pied (infanterie) sous Henri IV et gouverneur de Vervins, avait épousé Claude de Dey (Armes : d'azur à trois chevrons d'or) veuve de Claude de Flavigny, avocat du roi, dont il eut deux enfants : Charlotte et François de Genart. François fut seigneur de Gercy et gouverneur de Vervins (1605-1646).[réf. nécessaire]
La seigneurie de Gercy, dont Henri IV avait hérité d'Antoine de Bourbon son père, fut aliénée par ce prince en 1590 au profit de Pierre de Genart, capitaine d'une compagnie de gens à pied à son service. L'acte fut passé devant Jacques de Convers et Sébastien Princèpre, notaires à Saint-Quentin le 9 décembre de ladite année, moyennant 1366 écus deux tiers d'écus d'or qui représentaient 4 000 livres tournois. Le roi avait mis, entre autres conditions, que le fief de Gercy serait tenu de lui en foi et hommage, qu'il ne pourrait être aliéné, qu'il passerait aux aînés mâles de l'acquéreur seulement et qu'ils prendraient le titre de châtelains de Gercy. À défaut de descendance mâle, la terre de Gercy devait retourner au domaine de Marle.
Ses derniers seigneurs avant la Révolution française sont en 1751, Jean Emmanuel de Rambour seigneur de Gercy en Thiérache, chevalier de l'ordre royal et militaire de Saint Louis, lieutenant-colonel de cavalerie, qui épouse Marie Cécile Agnès Joseph de Maulde (fille de Jean-Baptiste de Maulde et de Thérèse Aldegonde de Haynin), dame héritière de Cerfontaine, du Cornet, de la Deuze, etc. Jean de Rambures décédera sans hoir, le 19 février 1780, au château de Cerfontaine, par-devant maître Humbert, tabellion et garde-notes royal des ville et prévôté de Maubeuge, son épouse se remarie à son cousin issu de germains, Charles François Joseph van der Straten, chevalier, seigneur de Waillet, du Mont, de Frénoy, de Ponthoz, des Enneilles, officier au régiment de Publa au service de S.M. l'empereur d'Autriche, membre de l'État Noble du duché de Luxembourg et comté de Chiny, élevé au titre de comte par le roi de France, député de la noblesse aux États du Hainaut français où il siège jusqu'en 1789 au titre de seigneur de Cerfontaine. Charles décède le 13/07/1791.

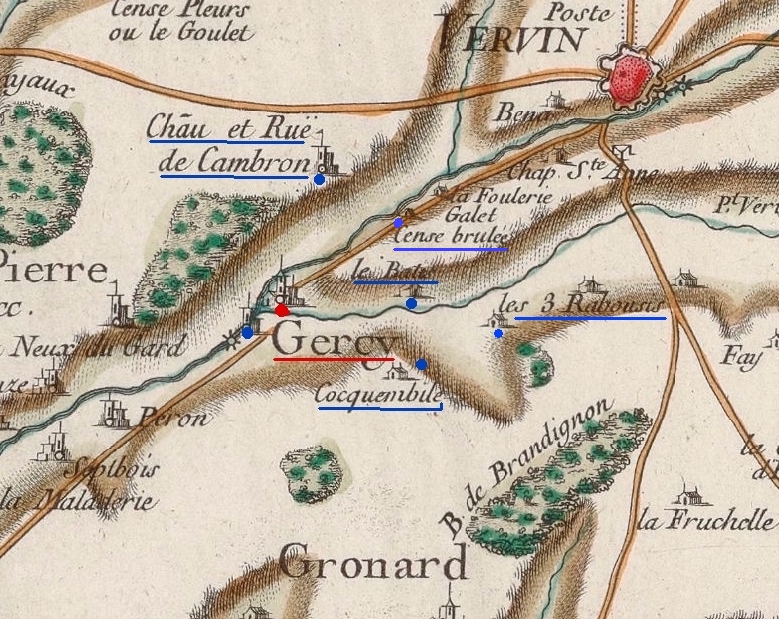
Carte de Cassini du secteur
(vers 1750).

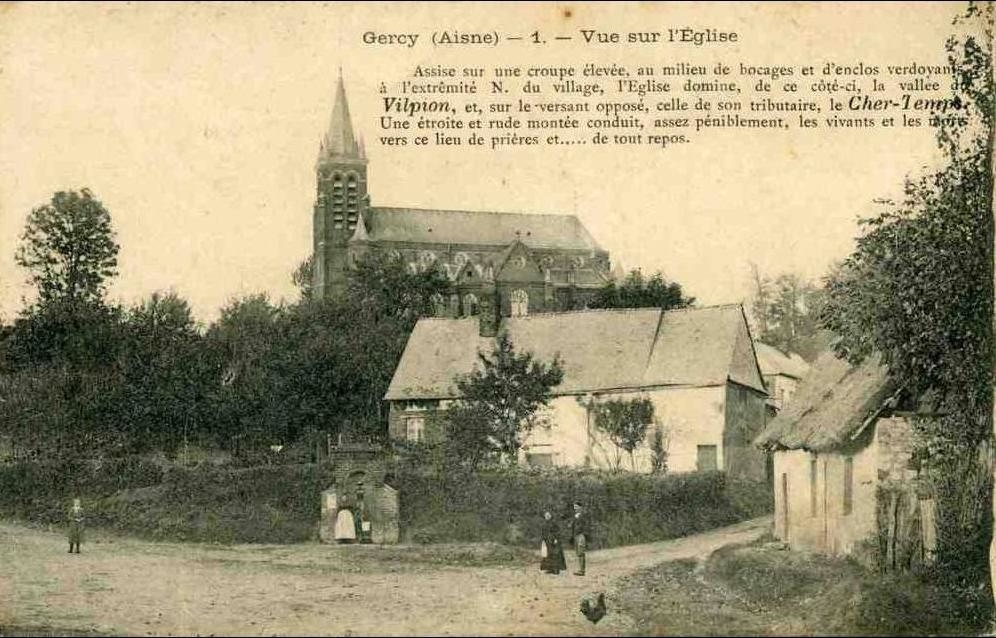
Carte postale du village avant 1914.

Les églises fortifiées de Thiérache
Lors de la guerre franco-espagnole de 1635 à 1659, les villages de la région furent constamment ravagés aussi bien par les troupes françaises qu'étrangères. C'est à cette époque que les villages de Thiérache, comme Gercy, transforment leur clocher en forteresse pour permettre aux habitants de s'y réfugier an cas d'attaque.
Carte de Cassini
La carte de Cassini montre qu'au XVIIIe siècle Gercy est une paroisse située sur le Vilpion. Au sud-est figure un moulin à eau représenté par une roue dentée. 

A l'est, les 3 Rabousis étaient trois fermes. Seule la plus proche du village, aujourd'hui disparue, était sur le terroir de Gercy ; les deux autres qui, existent encore de nos jours, sont sur le terroir de Hairy[Où ?]. 
Deux autres fermes aujourd'hui disparues sont représentées sur la carte : Le Baty et Cocquembile. 

Au nord, le hameau de Cambron et son château, qui appartenait à la famille de Rambour  font partie à la fois de Gercy et de Fontaine-lès-Vervins (Territorium vieuli qui dicitur Cameron, en 1136). 

Une pièce d'un tiers de sou d'or datant de l'époque mérovingienne a été trouvée au hameau de Cambron à 1 km au nord du bourg. 

Le 24 février 1639, Claude Vautrain, marchand à Rabouzy, paroisse de Gercy, se porte acquéreur de La Cense Brûlée qui se trouve à la fois sur les paroisses de Vervins, Fontaine-lès-Vervins et Gercy.
Les papeteries
Les nombreux cours d'eau serpentant en Thiérache ont permis l'installation de nombreux moulins à eau. Beaucoup ont permis de moudre le grain pour obtenir farine et autres denrées moulues, notamment à Gercy, Romery, Rougeries, Saint-Gobert, Voulpaix, Wiège-Faty, Franqueville, Vervins, Thenailles, Harcigny ; et sont devenus des papeteries. La roue à aubes du moulin entraînait un axe sur lequel étaient fixés des plots avec des maillets qui frappaient la matière première composée pour un quart de déchets de chanvre et de chiffons et le reste de papier recyclé. La pâte obtenue était ensuite travaillée en fonction d'un cahier des charges très strict pour obtenir différents types de papiers dont certains servaient d'emballage des produits alimentaires dans les épiceries et autres commerces. 

Louis de Rambour, seigneur de Gercy est le fondateur au début du XVIIIe siècle des papeteries de Gercy construites sur le ruisseau du Petit-Vivier près du château. 

La monographie communale de 1884 par M. Moura indique qu'il n'y a pratiquement plus de traces de l'ancien château. Les deux moulins à eau existant alors fabriquent de la farine.
Première Guerre mondiale

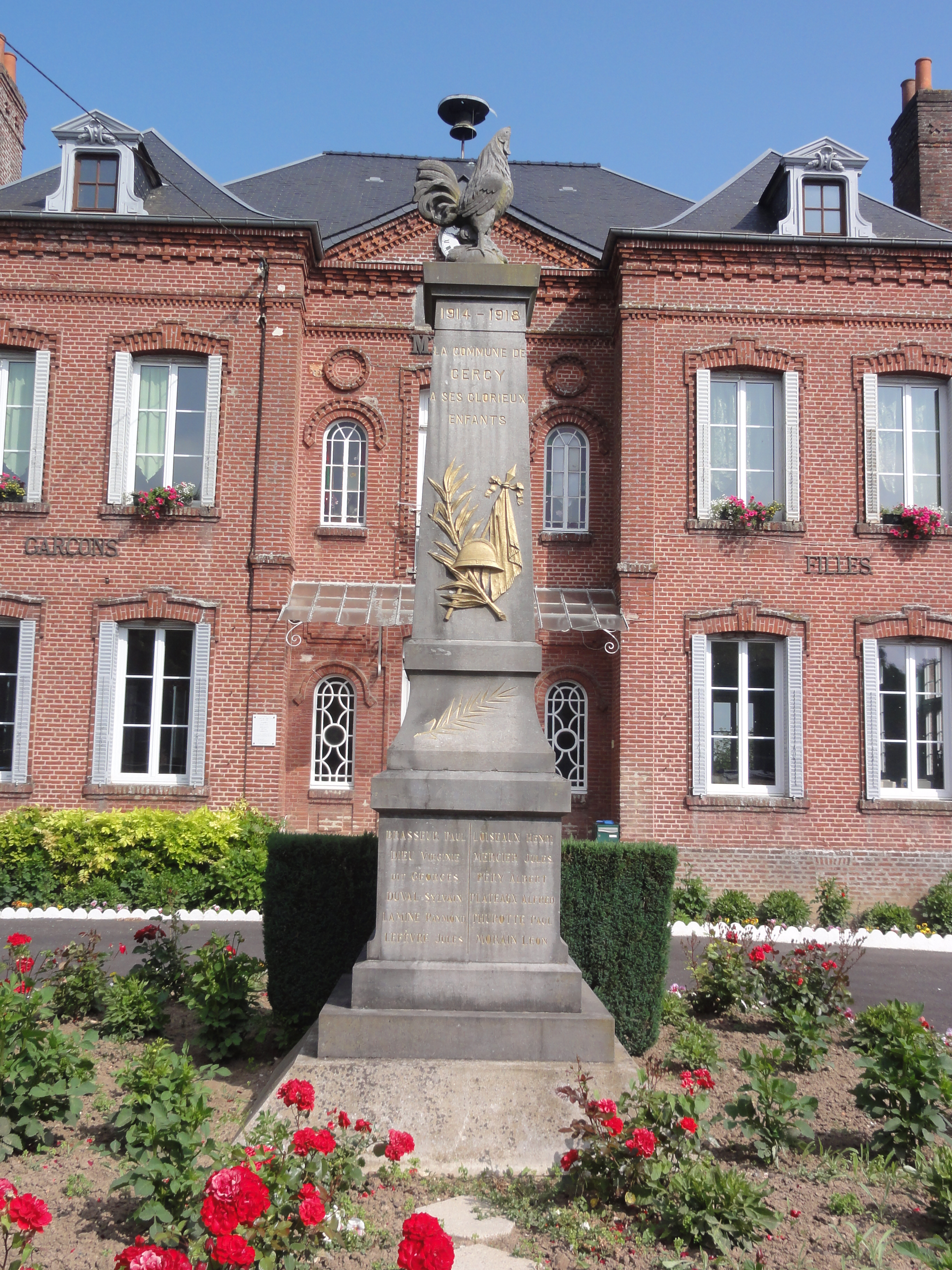
Le monument aux morts.

Le 28 août 1914, soit moins d'un mois après la déclaration de la guerre, le village est occupé par les troupes allemandes après la défaite de l'armée française lors de la bataille de Guise. Pendant toute la guerre, Gercy restera loin du front qui se stabilisera à environ 150 km à l'ouest, aux alentours de Péronne. Les habitants vivent sous le joug des Allemands: réquisitions de logements, de matériel, de nourriture, travaux forcés. Les Allemands sont chassés du village par les troupes françaises début novembre 1918. Le monument aux morts porte les noms des douze soldats de la commune morts pendant cette guerre.

## Politique et administration

### Découpage territorial
La commune de Gercy est membre de la communauté de communes de la Thiérache du Centre, un établissement public de coopération intercommunale (EPCI) à fiscalité propre créé le 31 décembre 1992 dont le siège est à La Capelle. Ce dernier est par ailleurs membre d'autres groupements intercommunaux.
Sur le plan administratif, elle est rattachée à l'arrondissement de Vervins, au département de l'Aisne et à la région Hauts-de-France. Sur le plan électoral, elle dépend du  canton de Vervins pour l'élection des conseillers départementaux, depuis le redécoupage cantonal de 2014 entré en vigueur en 2015, et de la troisième circonscription de l'Aisne  pour les élections législatives, depuis le dernier découpage électoral de 2010.

### Administration municipale
| Période                                  | Période                       | Identité         | Étiquette | Qualité                                |
| ---------------------------------------- | ----------------------------- | ---------------- | --------- | -------------------------------------- |
| Les données manquantes sont à compléter. |                               |                  |           |                                        |
|                                          | 1877                          | Gustave Beau     |           |                                        |
| Les données manquantes sont à compléter. |                               |                  |           |                                        |
| maire en 1958                            | ?                             | Marceau Manteau  | PCF       | Ouvrier                                |
| mars 2001                                | avril 2014                    | René Fouan       |           |                                        |
| avril 2014                               | En cours (au 12 juillet 2020) | Philippe Lemoine | SE        | Employé Réélu pour le mandat 2020-2026 |

## Démographie
L'évolution du nombre d'habitants est connue à travers les recensements de la population effectués dans la commune depuis 1793. Pour les communes de moins de 10 000 habitants, une enquête de recensement portant sur toute la population est réalisée tous les cinq ans, les populations de référence des années intermédiaires étant quant à elles estimées par interpolation ou extrapolation. Pour la commune, le premier recensement exhaustif entrant dans le cadre du nouveau dispositif a été réalisé en 2008.

En 2022, la commune comptait 258 habitants, en évolution de −9,15 % par rapport à 2016 (Aisne : −1,97 %, France hors Mayotte : +2,11 %).
| 1793 | 1800 | 1806 | 1821 | 1831 | 1836 | 1841 | 1846 | 1851 |
| ---- | ---- | ---- | ---- | ---- | ---- | ---- | ---- | ---- |
| 453  | 397  | 601  | 692  | 747  | 749  | 728  | 649  | 618  |

| 1856 | 1861 | 1866 | 1872 | 1876 | 1881 | 1886 | 1891 | 1896 |
| ---- | ---- | ---- | ---- | ---- | ---- | ---- | ---- | ---- |
| 579  | 590  | 564  | 529  | 532  | 511  | 524  | 532  | 472  |

| 1901 | 1906 | 1911 | 1921 | 1926 | 1931 | 1936 | 1946 | 1954 |
| ---- | ---- | ---- | ---- | ---- | ---- | ---- | ---- | ---- |
| 422  | 420  | 407  | 407  | 409  | 436  | 425  | 401  | 395  |

| 1962 | 1968 | 1975 | 1982 | 1990 | 1999 | 2006 | 2008 | 2013 |
| ---- | ---- | ---- | ---- | ---- | ---- | ---- | ---- | ---- |
| 362  | 349  | 314  | 291  | 332  | 315  | 304  | 301  | 287  |

| 2018 | 2022 | - | - | - | - | - | - | - |
| ---- | ---- | - | - | - | - | - | - | - |
| 271  | 258  | - | - | - | - | - | - | - |

## Lieux et monuments
- Église Saint-Michel. Elle fait partie du circuit des églises fortifiées.

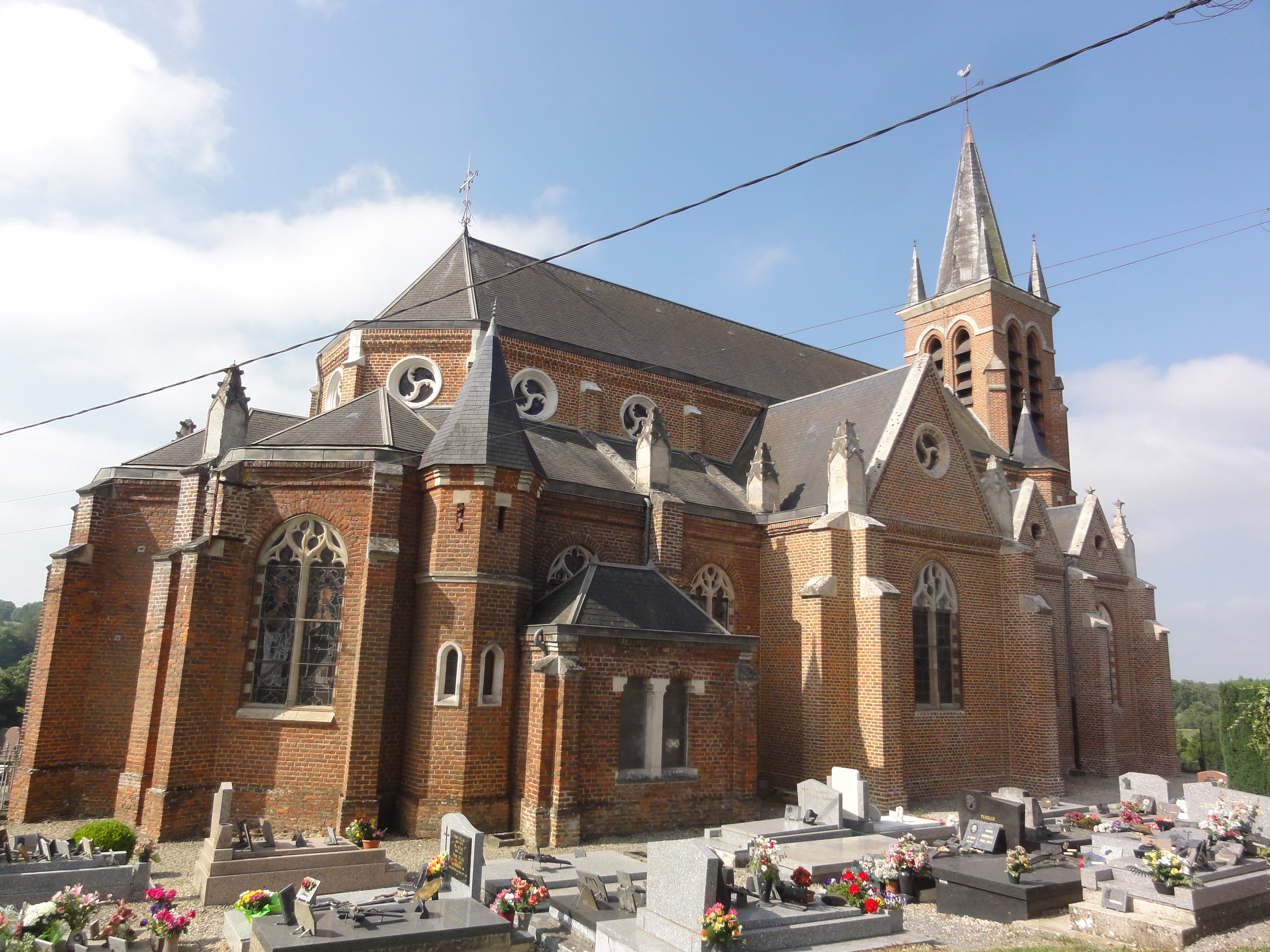
Église Saint-Michel
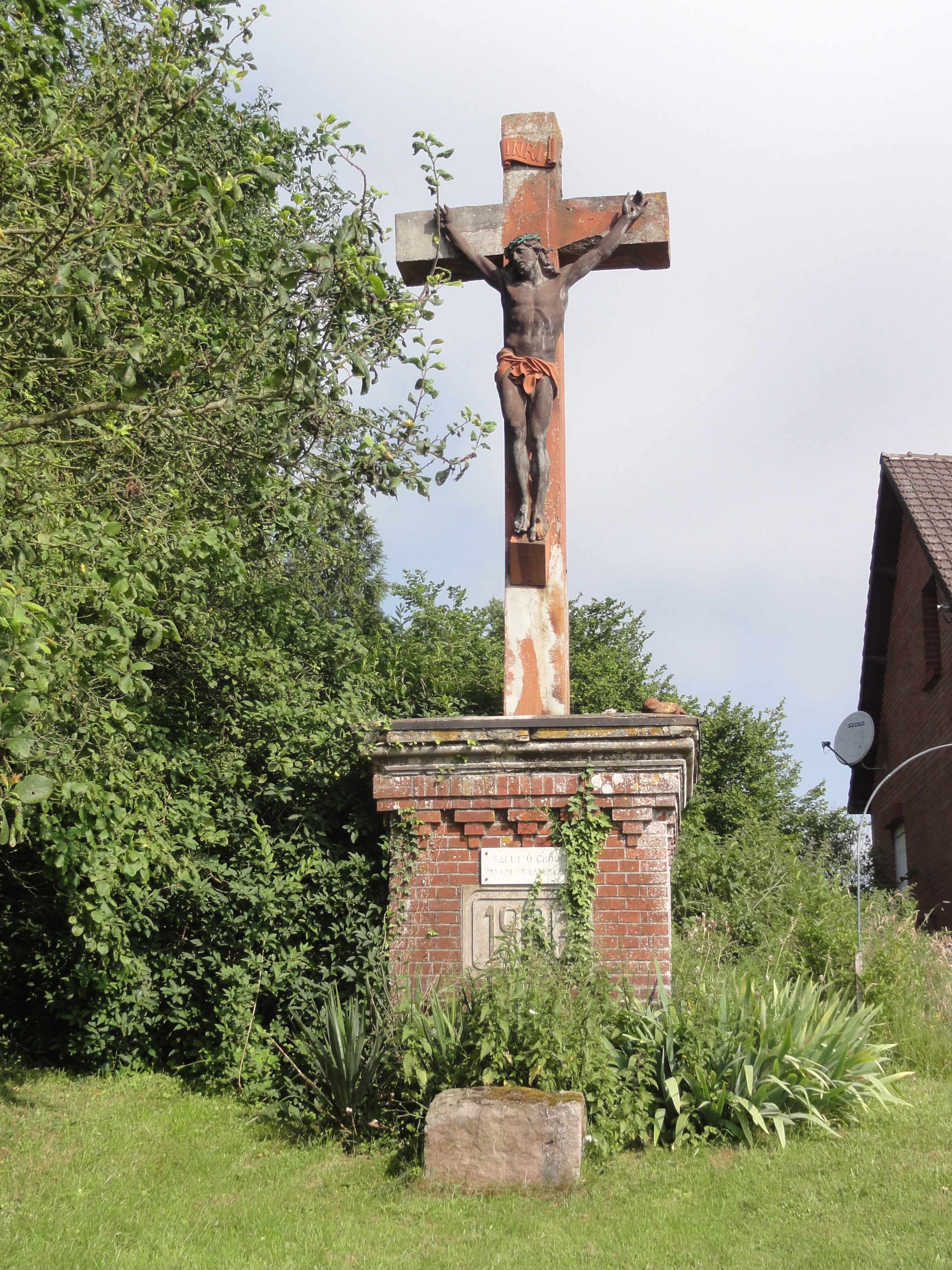
Croix de chemin à Cambron

## Personnalités liées à la commune
Enguerrand III de Coucy y mourut en 1242, transpercé par son épée, en voulant traverser un gué.